# Прекрасно изявяващо се куче
„Прекрасно изявяващо се куче“ (на английски: Wonderful Performing Dog) е американски късометражен ням филм от 1894 година на режисьора Уилям Кенеди Диксън с участието на Айвън Черноф и кучето Луси, заснет в лабораториите на Томас Едисън в Ню Джърси. Кадри от филма не са достигнали до наши дни и той се смята за изгубен.

## В ролите
- Айвън Черноф[2]